# Boris Kornev
 (novembre 2017).
Boris Fedorovitch Kornev (Борис Федорович Корнев), né le 5 février 1950 à Leningrad, est  un écrivain russe. 
Il est membre de l'Union des écrivains de Russie.

## Biographie
Il est diplômé de la 392e école avec une étude approfondie du français. En 1972, il est diplômé de la faculté de chimie, et plus tard des facultés de psychologie (1997) et économie (2008) de l'Université d'État de Leningrad. Depuis 1972, il travaille à l'Institut de recherche arctique et antarctique et participe à des expéditions aux mers de Bering, Tchoukotka et de Beaufort.
Docteur en chimie, après ses études de troisième cycle, il travaille pour l'ONG Positron, puis dans le département des sciences et des établissements d'enseignement du comité régional de Leningrad. En 1996, il est nommé vice-président du conseil d'administration de Rosgosstrakh (Moscou),.
Le nom de B. Kornev est inclus dans le dictionnaire encyclopédique St. Petersbourg littéraire. XXe siècle (Saint-Pétersbourg, 2015, volume II). Il est aussi membre du comité de rédaction de l'almanach Fleurs du Nord.
Les livres de Boris Kornev consacrés au travail des poètes étrangers ont été traduits en langues étrangères (français, anglais, espagnol) et se trouvent dans les bibliothèques de Russie, de Finlande, la Bibliothèque nationale du Québec (Canada), la bibliothèque nationale Allemande.

## Prix
Le Prix littéraire du nom de Nikolai Tikhonov lui a été décerné en 2013 pour l'histoire Le réel quator (Saint-Pétersbourg, Département de Saint-Pétersbourg de l'Union des écrivains de Russie).